# Диваев, Рашит Мансурович
Раши́т Мансу́рович Дива́ев (12 января 1929, Тукаево, Башкирская АССР — 7 сентября 2010, Дюртюли, Республика Башкортостан) — главный агроном колхоза «Октябрь» Аургазинского района БАССР, Герой Социалистического Труда.

## Биография
Рашит Мансурович Диваев родился 12 января 1929 года в с. Тукаево (ныне — Аургазинского района Башкирии).
С 1943 года работал в колхозе имени Сталина Аургазинского района, с 1947 — слесарем промышленного оборудования Уфимского паровозоремонтного завода. В 1951—1954 годы служил в рядах Советской Армии.
С 1954 года работал в с. Тукаево бригадиром полеводческой бригады. С 1958 года, по окончании Стерлитамакской сельскохозяйственной школы — заместитель председателя колхоза «Путь Ленина» Аургазинского района, с 1960 — главный агроном колхоза «Октябрь» того же района. В 1968 году окончил Башкирский сельскохозяйственный институт.
Р. М. Диваев добивался высоких экономических показателей, роста продуктивности полей и ферм. Повышения урожайности зерновых, технических и кормовых культур достигал путём внедрения прогрессивных методов обработки почвы, более совершенных севооборотов, грамотного внесения органических удобрений.
В 1969 г. колхоз «Октябрь» выполнил план производства зерна на 162 процента, урожайность зерновых составила 21,3 центнера с гектара. Государству было продано 17 745 центнеров зерна при плане 9 100 центнеров, что составило 195 процентов к заданию. В колхозные закрома было засыпано 5 500 центнеров семян при необходимости 4 500 центнеров. В 1970 г. с каждого гектара колхоз получил 24,8 центнера зерновых, 280 центнеров сахарной свеклы, 158 цент№ ров картофеля, 320 центнеров овощей, 320 центнеров зелёной массы кукурузы, 440 центнеров корнеплодов, 28 центнеров сена и естественных трав. Годовой план продажи мяса государству был выполнен на 140 процентов, молока — на 180, шерсти — на 123 процента, надои от каждой фуражной коровы составили 2 846 килограммов.
Валовое производство сельскохозяйственных продуктов в годы восьмой пятилетки (1966—1970) составило к уровню 1961—1965 гг. по зерну 180 процентов, по сахарной свекле — 175, по картофелю — 190, по кормовым культурам — 150 процентов. Пятилетний план заготовок был выполнен по зерну на 208 процентов, по сахарной свекле — на 136, по картофелю — на 103, по молоку — на 149, по мясу — на 126, по шерсти — на 123 процента.
За выдающиеся успехи, достигнутые в развитии сельскохозяйственного производства и выполнении пятилетнего плана продажи государству продуктов земледелия и животноводства, Указом Президиума Верховного Совета СССР от 8 апреля 1971 г. Р. М. Диваеву присвоено звание Героя Социалистического Труда.
В 1994 году вышел на пенсию. Умер 7 сентября 2010 года.

## Награды
- орден «Знак Почёта» (1966)
- Герой Социалистического Труда (орден Ленина и медаль «Серп и Молот», 8.4.1971)
- медали
- Заслуженный агроном Башкирской АССР (1981)
- Почётный гражданин Аургазинского района Республики Башкортостан.